# Некрасов Юрій Семенович
Ю́рій Семе́нович Некра́сов (рос. Юрий Семёнович Некрасов; 12 листопада 1941, м. Мінеральні Води, Ставропольський край, РРФСР, СРСР — 26 березня 2001, Київ, Україна) — радянський і український кінорежисер і сценарист. Член Спілки кінематографістів України (1988). Член Спілки театральних діячів України (1983).

## Біографія
- Батько Семен Якович був начальником політвідділу дивізії, 1942 року загинув.
- Юрій Некрасов у 1964—1968 роках навчався на факультеті кінематографії Київського державного інституту театрального мистецтва імені Івана Карпенка-Карого (майстерня Тимофія Левчука), здобув фах кінорежисера.
- Від 1972 року працював кінорежисером-постановником на студії «Укртелефільм». Автор понад 50 телевізійних фільмів.
- Нагороджено медаллю «Ветеран праці», медаллю з нагоди 1500-річчя Києва.
- Володів польською мовою. Захоплювався збиранням антикварних речей.

## Фільмографія
- «Вечори на хуторі поблизу Диканьки» (1983, 2-й режисер)

Режисер-постановник:
- «Кассандра» (1974, фільм-спектакль)
- «Пора жовтого листя» (1974, фільм-спектакль)
- «Хазяїн» (1979)
- «Поєдинок» (1980, фільм-спектакль, у співавт.) — гран-прі телефестивалю «Дерево дружби» (Кишинів, 1981)
- «Відкриття» (1982)
- «Суєта» (1985, фільм-спектакль)
- «Мистецтво подобатись жінкам» (1988)
- «Сто тисяч» (1991)
- «По-модньому» (1992)
- «Сільські бувальщини» (1992)
- «Заповіт Беретті» (1993) та ін.

Сценарист:
- «По-модньому» (1992)
- «Заповіт Беретті» (1993)